# Porolabium biporosum
Porolabium biporosum là một loài thực vật có hoa trong họ Lan. Loài này được (Maxim.) Tang & F.T.Wang miêu tả khoa học đầu tiên năm 1940.